# Паламарь, Александр Викторович
Александр Викторович Палама́рь (род. 30 марта 1987 года в Харькове, Украинская ССР, СССР) — украинский профессиональный игрок в русский бильярд, заслуженный мастер спорта Украины. Трехкратный чемпион Европы в свободной пирамиде, многократный финалист чемпионатов мира в различных дисциплинах, победитель ряда других крупных турниров. Является одним из ведущих и наиболее популярных игроков в русский бильярд современности.

## Биография и карьера
Познакомился с бильярдом и начал тренироваться в детском возрасте (согласно разным источникам в период от 8 до 10 лет) по примеру старшего брата Евгения. Вместе с Евгением поступил в харьковскую бильярдную секцию под руководством тренера Владимира Пивоварова (в этой же секции в одно время с Паламарями обучались и такие известные впоследствии игроки, как, Жанна Шматченко и Алена Афанасьева).
Первым турниром для Александра стало городское первенство среди юношей, где он принял участие в возрасте 11 лет. Первые серьезные достижения пришли к нему в 2002 году — Александр занял второе место на международном турнире «Кубок Независимости», а чуть позже стал абсолютным чемпионом Украины (защитил это звание в 2003).
В 2004 году Паламарь становится финалистом чемпионата Европы и бронзовым призером международного «Кубка Кавказа» (в 1/4 финала обыграв Евгения Сталева), фактически утвердившись в качестве одного из сильнейших игроков в русский бильярд к 17-летнему возрасту.
Далее Александр выигрывает или доходит до финалов на множестве крупнейших соревнований по русскому бильярду: трижды побеждает на чемпионате Европы в свободной пирамиде (2006-2007, 2009), побеждает на Кубке мира в комбинированной пирамиде (2007) и занимает второе место на чемпионатах мира в свободной (2006, 2014), динамичной (2007) и комбинированной (2011) пирамидах, а также выигрывает ряд крупных коммерческих турниров. Кроме того, в 2012 году Паламарь получает звание заслуженного мастера спорта Украины. В последние годы, однако, его результаты относительно своих же более ранних достижений постепенно (и к настоящему времени — заметно) снизились. Тем не менее, Александр до сих пор остается одним из сильнейших и, в особенности, одним из самых узнаваемых и популярных игроков в русский бильярд, во многом благодаря своей зрелищной и остроатакующей игре, которая, как по его собственному мнению, так и по мнению других, иногда идёт в ущерб результату. Любимая дисциплина украинца — свободная пирамида — также соответствует его стилю игры. 
Женат, отец четверых детей (дочь и три сына).

## Наиболее значимые достижения в карьере
- Финалист чемпионата мира (свободная пирамида) — 2006, 2014
- Финалист чемпионата мира (динамичная пирамида) — 2007
- Финалист чемпионата мира (комбинированная пирамида) — 2011
- Чемпион Европы (свободная пирамида) — 2006-2007, 2009
- Победитель Кубка мира  (комбинированная пирамида) — 2007
- Финалист чемпионата Европы (пирамида) — 2004
- Победитель командного Кубка мира (пирамида) — 2005
- Финалист Кубка Азии — 2005
- Чемпион турнира «Пальмира-кап» — 2006
- Чемпион турнира на призы «Российской газеты» (свободная пирамида) — 2007 (дважды)
- Чемпион Кубка Независимости Украины (свободная пирамида) — 2007
- Финалист открытого чемпионата Азии (свободная пирамида) — 2008
- Победитель финала Кубка Европы (свободная пирамида) — 2009
- Чемпион турнира «Звезды бильярда» (свободная пирамида) — 2010
- Чемпион турнира «Великолепная восьмерка» (динамичная пирамида) — 2011
- Чемпион турнира «Кубок губернатора Ульяновской области» (комбинированная пирамида) — 2011
- Чемпион турнира на Кубок Президента Республики Татарстан (свободная пирамида) — 2012
- Чемпион турнира «Киров-миллион» (московская пирамида) — 2014
- Чемпион открытого кубка губернатора Брянской области (московская пирамида) — 2014
- Финалист турнира «Кубок Саввиди» (московская пирамида) — 2014-2015
- Финалист турнира «Кубок Империи» (московская пирамида) — 2015
- Финалист турнира памяти Шебаршова Е.П. (свободная пирамида) — 2015
- Чемпион турнира «Кубок чемпионов» (свободная пирамида) — 2019
- Многократный чемпион Украины в различных дисциплинах